# 下郡信號場
下郡信號場（日语：／ Shimogōri-shingōjō */?）是一位於日本大分縣大分市、隸屬於九州旅客鐵道（JR九州）的鐵路設施，此信號場用作管理日豐本線支線（通往大分車輛中心）及豐肥本線的列車事宜，至於日豐本線列車，由於早在大分站出站後的轉轍器內已轉換，因此不會路經本信號場。

## 構造

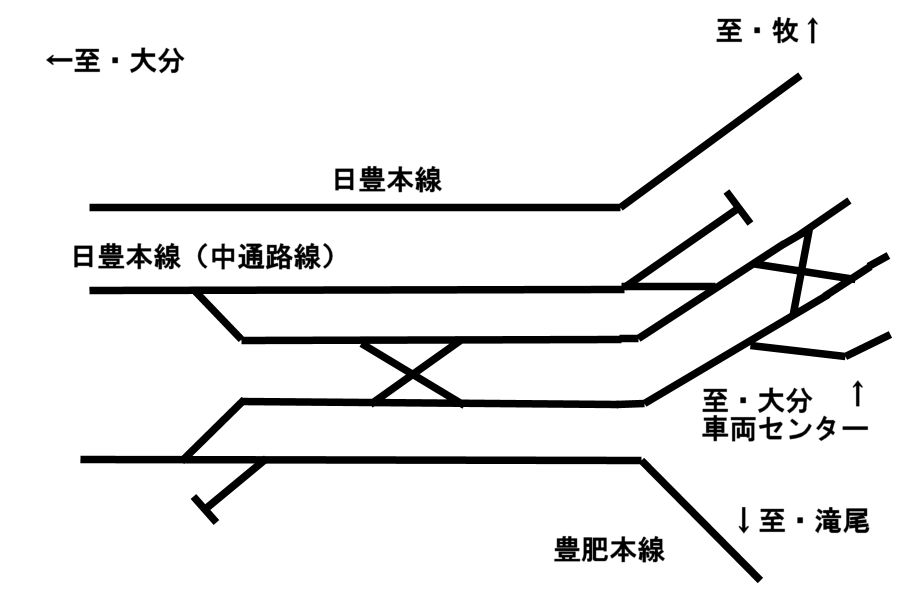
下郡信號場配線圖（簡化版）

信號場設於大分站以東約2.2公里，剛好橫越大分川橋後的位置。此信號場主要是為大分車輛中心出入車庫時而設置，單純屬單線分岐型信號場，並不擔當列車交換及待避事宜。而原來的日豐本線路段，隨2014年3月14日時間表改正時開通了大分～牧之間的新線路，原來的舊線路成為了「中通路線」（駕駛員中使用的術語），而大分站～本信號場間亦出現了三線道單軌行車的獨特現象。
而通過此信號場時，豐肥本線採用不同的閉塞方式，大分方面單線自動閉塞式、熊本方面為特殊自動閉塞式（軌道回路檢知式）。

## 歷史
- 1914年4月1日：因豐州本線、犬飼輕便線開業，設「下郡連絡所」作為兩線的分岔位[2]。
- 1922年：

- 4月1日：改稱「下郡信號場」（初代）。
- 9月2日：犬飼輕便線改稱犬飼線。

- 1928年12月2日：犬飼線改稱「豐肥本線」。
- 1932年12月6日：豐州本線改稱日豐本線。
- 1963年3月20日：大分～下郡信號場間的日豐本線、豐肥本線因線路分離，初代信號場取消[1]。
- 1967年8月13日：作為大分電車區分岐點，同位置信號場再開設（第2代）[1]。
- 1987年4月1日：日本國鐵分割民營化，信號場的營運由JR九州繼承。
- 2006年3月18日：因大分站高架化關係，大分車輛中心遷移至此，並重整信號場的配置。
- 2014年3月15日：日豐本線大分站～牧站間新線開始使用，原來日豐本線分岐點變為只進入車輛中心。

## 相鄰車站
九州旅客鐵道
■日豐本線
大分 － 下郡信號場 －（大分車輛中心）
■豐肥本線
瀧尾 － 下郡信號場 － 大分